# Giuseppe Maria Talucchi
Giuseppe Maria Talucchi (Torino, 6 febbraio 1782 – Torino, 2 dicembre 1863) è stato un architetto italiano.

## Biografia
Nato da una ricca famiglia originaria di Santhià, conseguì nel 1803 la patente di "misuratore e architetto civile" presso l'Università di Torino, divenendo negli anni successivi collaboratore dell'architetto Ferdinando Bonsignore, al quale rimarrà strettamente legato per tutta la sua carriera professionale e di insegnamento.
Con la Restaurazione fu nominato professore sostituto di architettura civile presso la regia Università, di cui in seguito divenne anche architetto.
Nel 1818 progettò la prima sede dell'ospedale San Luigi Gonzaga per la città di Torino, un'architettura panottica a croce di Sant'Andrea. Iniziò così una lunga attività di progettista, svoltasi in gran parte per l'Università, la pubblica amministrazione e la casa regnante, ma anche per molti privati e religiosi.
Nel 1824, in seguito alla riforma degli studi, fu confermato sostituto di Bonsignore ed ebbe inoltre la cattedra di geometria pratica. Nello stesso anno divenne membro del Consiglio degli edili della città e nei primi anni '30 fu nominato professore aggiunto alla cattedra di architettura dell'Accademia Albertina di Torino.
Nel 1843 morì Bonsignore e la cattedra di architettura a Torino fu occupata da Carlo Promis, con criteri e orientamenti apertamente storicisti, in polemica con le precedenti generazioni neoclassiche, per cui anche Talucchi dovette, a questo punto, farsi da parte.
Nel 1849 divenne deputato del collegio di Santhià. Dopo un lungo periodo di assenza dalla scena professionale, si spense a Torino nel 1863.
Suoi principali collaboratori di studio furono l'architetto Felice Courtial e l'architetto e disegnatore Gaetano Bertolotti.

## Riconoscimenti
Talucchi è stato recentemente rivalutato per il suo ruolo didattico, per le sue realizzazioni e per la sua cultura, alimentata da viaggi di studio in Francia e in Inghilterra. Fu autore di alcune tra le più significative e affascinanti opere dell'architettura neoclassica piemontese, dapprima contenute in un'austera e profondamente sentita interpretazione del più puro ed essenziale classicismo di derivazione romana, in accordo con le predilezioni del suo maestro, poi, con gli anni '30, più aperte a soluzioni decorative in sintonia con il rinnovamento del gusto caratteristico del periodo albertino. La sua sensibilità progettuale non si limitò ad aspetti compositivi e decorativi, ma si espresse anche con profonde suggestioni di grandi spazi fuori-scala, come nel duomo di Santa Maria del Borgo a Vigone (dal 1832), ispirato alle terme romane, una delle sue opere più importanti. Orientata su soluzioni francesi e in particolare parigine è, soprattutto nell'interno, la chiesa collegiata di Sant'Agata a Santhià (Vercelli), altro vertice dell'architettura piemontese della prima metà dell'Ottocento. Un grande numero di allievi, all'Università e all'Accademia, contribuì a diffondere in Piemonte e in Savoia per più generazioni i suoi insegnamenti.
La critica gli ha riconosciuto una particolare sensibilità e un inusuale apprezzamento (all'interno di una solida cultura neoclassica), per le architetture barocche sei-settecentesche, soprattutto di Guarino Guarini e Filippo Juvarra (di quest'ultimo si occupò con il completamento della chiesa di San Filippo Neri e nel dettare il programma per il concorso per la facciata della chiesa di San Carlo, gemella di quella juvarriana di Santa Cristina, a Torino, vinto dall'architetto lombardo Ferdinando Caronesi).
Una via gli è stata intitolata a Torino, nei dintorni di Piazza Bernini.

## Opere principali
- Aosta: tavola con le antichità di Aosta, agosto 1822; altare della cappella dell'Ospedale Mauriziano, 1826
- Collegno: progetti per il completamento dell'ospizio di mendicità, 1824; completamento del castello dei Provana di Collegno, 1825-1835
- Moncucco Torinese: ampliamento e facciata della chiesa parrocchiale, 1810
- Montalto Dora: villa per il conte Alessandro Vallesa, 1818
- Polonghera: chiesa di Santa Maria, 1836-1838
- Racconigi: ampliamento del Regio ospizio (divenuto poi manicomio), 1825
- Santhià: collegiata di Sant'Agata, dal 1833
- Susa: cattedrale di San Giusto, proposte di decorazione dell'interno, 1841, non realizzate
- Torino: 
  - Ospedale San Luigi Gonzaga 1818
  - progetto di sopraelevazione del Municipio, 1818
  - modifiche interne alla chiesa parrocchiale di San Francesco da Paola, 1823
  - portale monumentale dell'Accademia delle Scienze (ex Collegio dei nobili) e completamento dell'ala verso piazza Carignano con inserimento del Museo egizio dal 1824
  - progetto del passaggio coperto per le carrozze del Teatro Carignano (con Ferdinando Bonsignore), 1824
  - completamenti interni e facciata della chiesa di San Filippo Neri, 1823-1824, 1834
  - Scuola di latinità e portale di ingresso alla Regia università in via Po, sul sito dell'ex collegio dei Minimi, 1826
  - ricostruzione del Teatro Sutera, 1828
  - progetto e realizzazione del Regio manicomio, dal 1828
  - palazzo dei Collegi delle facoltà universitarie, poi Accademia Albertina, 1823
  - rifacimento della decorazione interna del duomo di Torino, 1834
  - portale dell'Università su via della Zecca (oggi via Verdi), 1834
  - padiglione per refettorio, infermeria e filatura dell'Istituto delle Rosine, 1835
  - progetto di ingrandimento del Teatro anatomico dell'Università, 1834
  - teatro anatomico nell'area dell'ospedale San Giovanni Battista (con Barnaba Panizza), 1835
  - salone da musica Odeo dell'Accademia Filarmonica in palazzo Isnardi di Caraglio, 1840-1841
  - piano regolatore per le costruzioni a sud del viale del Re (borgo di San Salvario), 1843
- Tortona: progetto del Seminario, 1834 (non realizzato)
- Vigone: chiesa parrocchiale di Santa Maria del Borgo, 1832 e segg.
- Vigone: ghiacciaia comunale, 1835
- Villanova Solaro: progetto della facciata del castello in stile neogotico (non realizzata), 1829 ca